# Teuvo Länsivuori

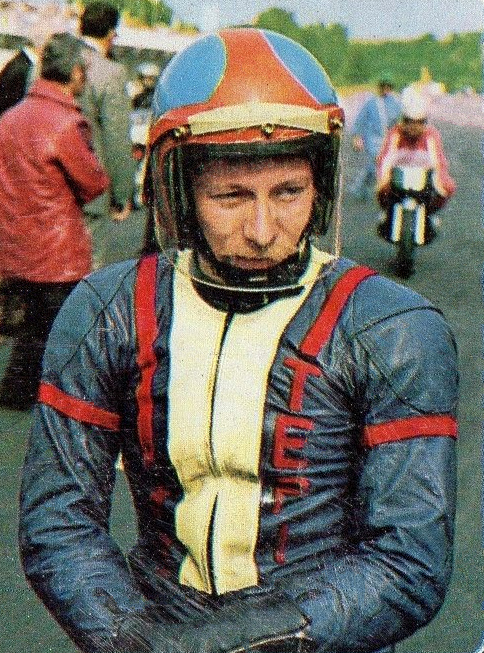
Teuvo Länsivuori in 1972

Teuvo Pentti "Tepi" Länsivuori (Iisalmi, 9 december 1945) is een voormalig Fins motorcoureur. In het seizoen 1973 werd hij tweede in het wereldkampioenschap 350 cc en 250 cc en in het seizoen 1976 werd hij tweede in het wereldkampioenschap 500 cc.

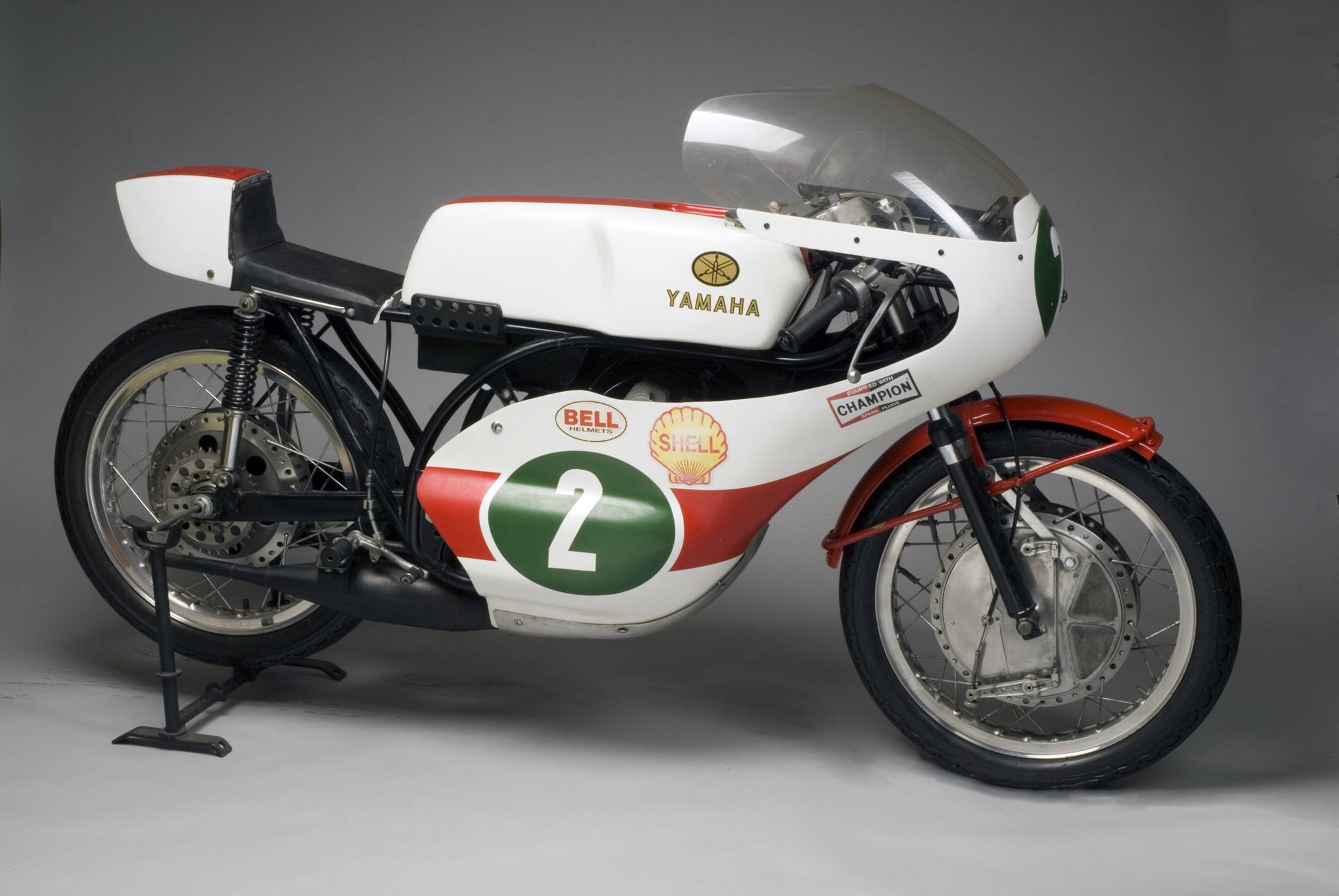
Yamaha TD 2 (1969)

Teuvo Länsivuori was al in zijn jeugd bevriend met Jarno Saarinen. Zij woonden allebei in Turku en waren vrijwel even oud (Länsivuori was twee dagen ouder). Jarno en Teuvo waren elkaars concurrenten op het circuit, maar ook hun vaders beconcurreerden elkaar. Zij waren allebei begrafenisondernemer in Turku. Ook Teuvo's officiële beroep was begrafenisondernemer.
In 1961, toen hij zestien jaar was, won Teuvo zijn eerste wedstrijd, een ijsrace. Hij deed ook enkele jaren aan motorcross en baansport, maar hij koos uiteindelijk voor het wegracen. In zijn latere woonplaats Iisalmi, dicht bij de poolcirkel, had hij echter weinig trainingsmogelijkheden. Hij bleef ijsracen, meestal met crossmotoren voorzien van speciale banden, als training in de winter.
In zijn beginjaren viel hij vooral op tijdens de Grand Prix van Spanje. In 1970 wist hij in de 350 cc race de fabrieksrijders Rodney Gould en Kent Andersson te passeren, maar hij viel uit. In 1971 won hij de Spaanse Grand Prix in de 350 cc klasse en in 1972 viel hij in de 250 cc race uit terwijl hij op kop reed en nadat hij de snelste ronde had gereden. In dat jaar werd hij met zijn standaard, luchtgekoelde Yamaha TR 3 tweede in de 350 cc klasse in Frankrijk achter zijn vriend Jarno Saarinen. Ook in de 250 cc klasse was zijn beste race in Spanje: tweede achter Renzo Pasolini op Aermacchi. 

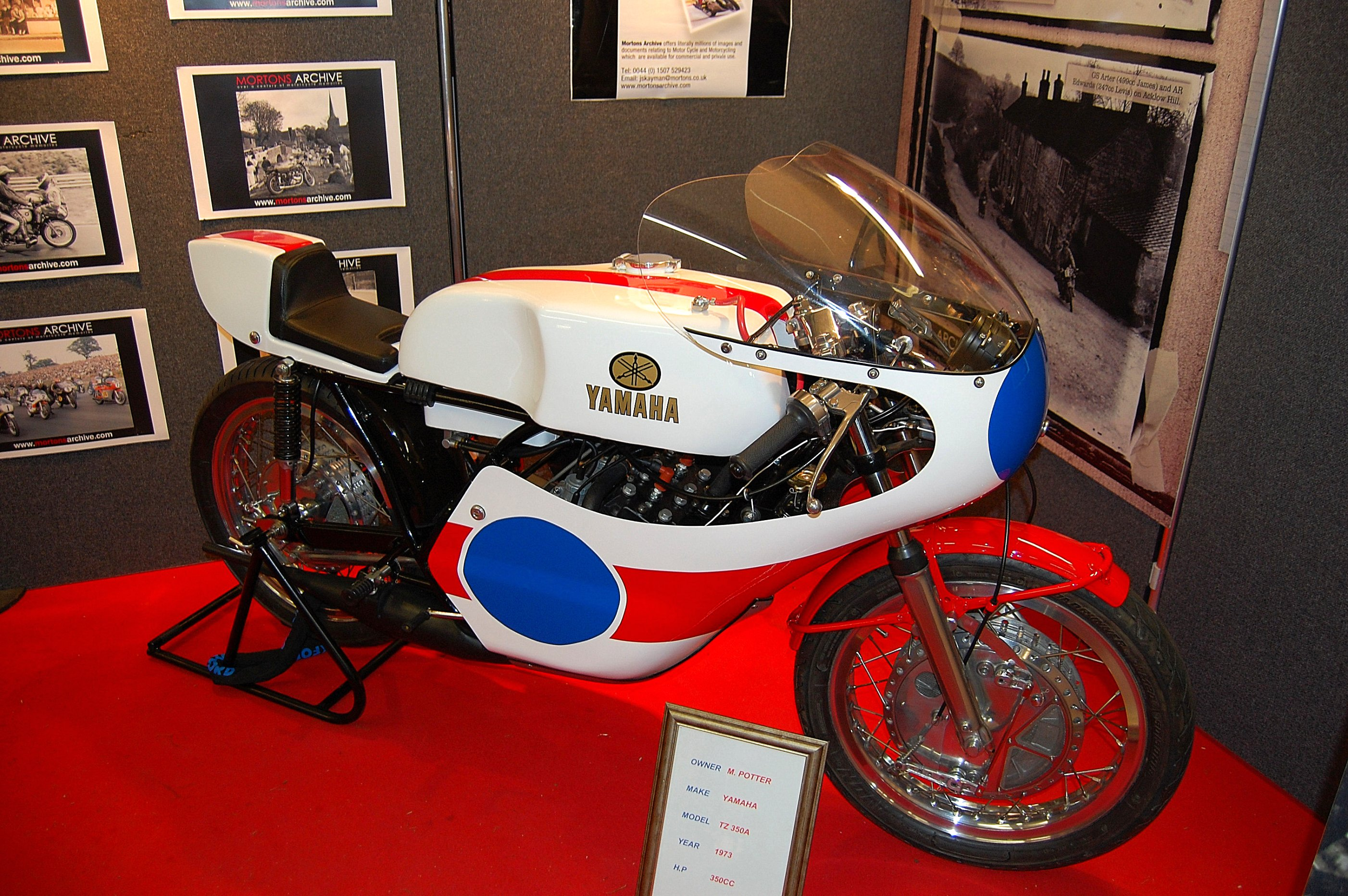
Yamaha TZ 350 uit 1973

In het seizoen 1973 kreeg Teuvo Länsivuori steun van de Finse Yamaha-importeur Arwidson. Yamaha gebruikte vaak de route via de importeurs om goede coureurs van (semi-)fabrieksracers te voorzien. De echte fabrieksrijders waren Jarno Saarinen en Hideo Kanaya, maar na het overlijden van Saarinen in Monza trok het fabrieksteam zich terug. Länsivuori reed al in de eerste race in Frankrijk geweldig. Zijn Yamaha TZ 350 wilde bij de start niet aanslaan, maar na een inhaalrace wist hij toch nog derde te worden. Hij won de 350 cc Grand Prix van Duitsland en later ook die van Tsjechoslowakije en Zweden en eindigde achter Giacomo Agostini op de tweede plaats in het wereldkampioenschap. In de 250 cc klasse won hij de Grand Prix van België en zijn thuis-Grand Prix en daar eindigde hij achter Dieter Braun ook als tweede in het kampioenschap. De Spaanse Grand Prix moest hij missen omdat hij in de trainingen op de pols die hij gebroken had in de Hutchinson 100 race viel. De Grand Prix van Joegoslavië moest hij op last van zijn baas Arwidson overslaan omdat die het circuit te gevaarlijk vond. Na de Grand Prix van Finland werd er ook een Formule 750 race georganiseerd. Voor de gelegenheid startte Teuvo met zijn Yamaha TZ 350 en hij won de race. In dit kampioenschap, waar hij eigenlijk niet in uitkwam, werd hij uiteindelijk zesde.
In 1974 trok Yamaha een enorm aantal fabriekscoureurs aan, waarvan Giacomo Agostini de belangrijkste was. Teuvo werd in de 350- en de 500 cc klassen ingezet als ondersteuning voor Agostini. De Grand Prix van Duitsland werd door de toprijders geboycot nadat Teuvo samen met Phil Read tien minuten op hulp voor de zwaargewonde Bill Henderson had staan wachten. In de 500 cc race van Monza moest Teuvo zo hard vechten voor zijn tweede plaats dat hij na de race met uitputtingsverschijnselen weggevoerd moest worden. Nadat hij in Zweden zowel de 350- als de 500 cc race had gewonnen, viel hij in de 350 cc race van GP van Finland zo hard dat hij bewusteloos raakte en naar het ziekenhuis werd gebracht, maar hij wist later op de dag toch weer aan de start van de 500 cc race te staan en zelfs derde te worden. In de laatste Grand Prix (Tsjechoslowakije) ging alle aandacht uit naar Teuvo Länsivuori en Gianfranco Bonera, die nog vochten om de tweede plaats in de eindrangschikking, want de wereldtitel van Phil Read was toen al zeker. Bonera werd tweede, Länsivuori derde en hij eindigde ook als derde in de ranglijst, nog vóór eerste rijder Agostini.
Aan het einde van het seizoen 1974 bleek Teuvo Länsivuori helemaal niet tevreden over samenwerken met Yamaha, dat Giacomo Agostini duidelijk als eerst rijder behandelde. De vraag was nu of hij als privérijder via de Finse importeur Arwidson bij Yamaha zou blijven of dat hij zou overstappen naar een ander merk. In december 1974 werd Teuvo door Suzuki uitgenodigd om de Suzuki RG 500 en de Suzuki TR 750 te testen in Daytona, en in januari 1975 tekende hij zijn contract met Suzuki. In 1974 waren de Suzuki RG 500's nog geen partij geweest voor de Yamaha YZR 500 en de MV Agusta 500 4C en dat was in het seizoen 1975 nog steeds zo. Het team werd geplaagd door uitvallen en valpartijen, vooral van Teuvo Länsivuori. In de Grand Prix des Nations op Imola brak hij bij een val een sleutelbeen. Hij miste daardoor geen enkele race, want de Isle of Man TT werd gemeden door de toprijders. Teuvo werd uiteindelijk vijfde in het 500 cc wereldkampioenschap, als beste Suzuki-rijder. Hij kwam dit jaar ook uit in de Formule 750, waarin hij zesde werd,
In het seizoen 1976 bleef hij bij Suzuki, maar nu als privérijder, want het fabrieksteam (Texaco-Heron Suzuki GB) had in zijn plaats John Williams aangetrokken. In de Grand Prix van Duitsland werd Länsivuori gediskwalificeerd omdat hij bij een reparatie in de pit zijn motor had laten draaien. Nadat Phil Read tijdens de Grand Prix van België kwaad naar huis was gegaan eiste zijn team (Life Racing) zijn motorfietsen meteen op en een van die machines kreeg Teuvo Länsivuori. In Zweden reed hij daar meteen de snelste trainingstijd mee. In de race werd hij vierde doordat hij problemen kreeg met de swingarm van de Suzuki, maar op die dag stelde Barry Sheene zijn wereldtitel al veilig. In Finland werd Teuvo ondanks een niet werkende voorrem tweede en in Tsjechoslowakije werd hij tweede doordat vlak voor de finish zijn tank leeg was. Teuvo sloot het wereldkampioenschap af op de tweede plaats.
Voor het seizoen 1977 kreeg hij een contract bij Life Racing International, dat hem 10 miljoen lires (25.000 gulden) beloofde, maar gedurende het seizoen ontving hij geen cent en moest hij zelfs nog ongeveer 5.000 gulden betalen voor de benodigde onderdelen. Aan het einde van het seizoen moest hij zelf zijn reis naar Silverstone betalen om daar op een van Barry Sheene geleende motor te racen. Uiteindelijk schonk Life hem als betaling zijn zeer onbetrouwbare Suzuki RG 500, ter waarde van ca. 18.000 gulden. De onbetrouwbaarheid weet hij aan de slechte monteurs van het Italiaanse team, waardoor hij toch enigszins tevreden was met de machine zelf. Het werd dan ook een teleurstellend seizoen, met een negende plaats in de ranglijst als resultaat.

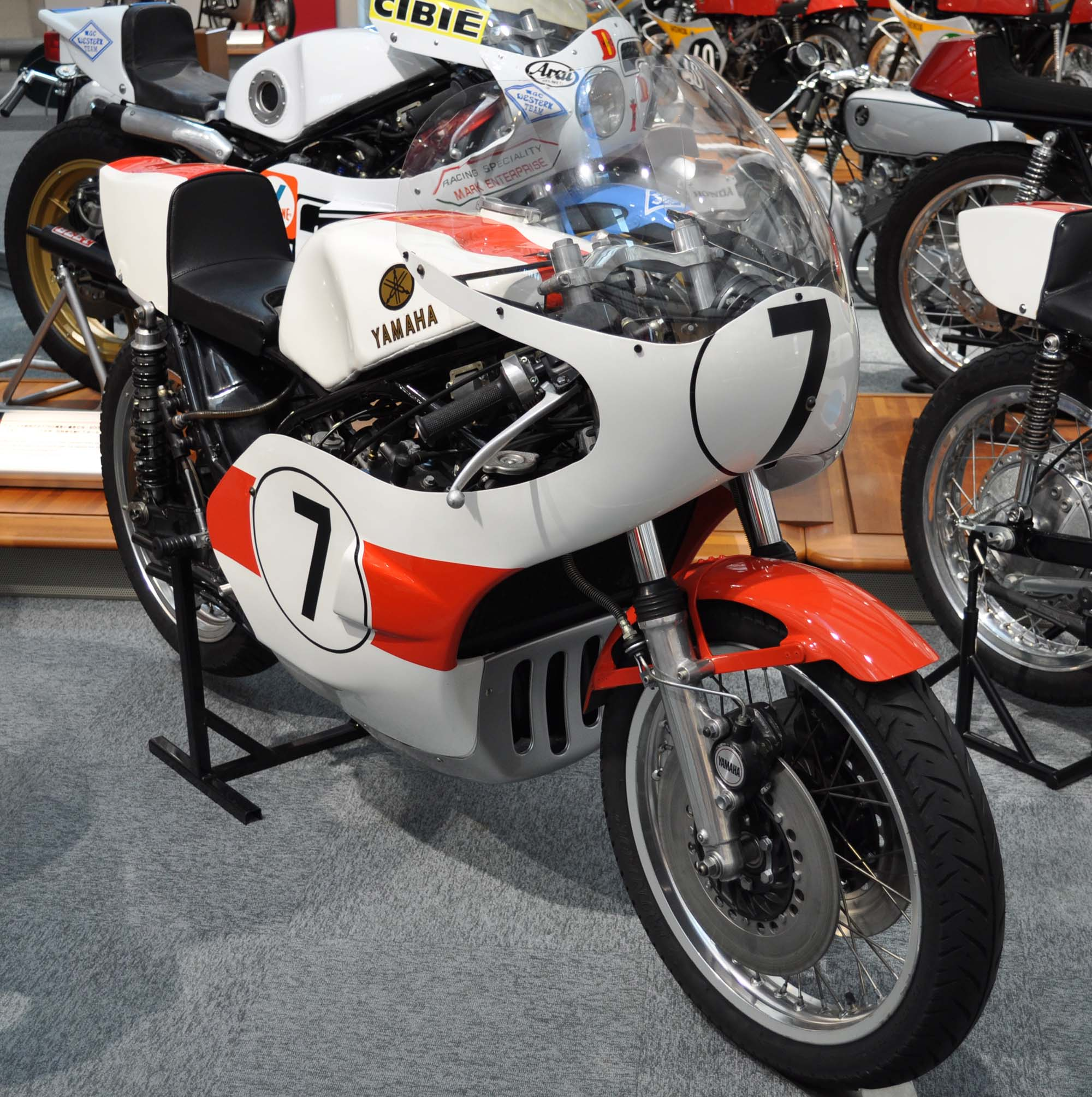
Yamaha TZ 750

Ondanks de tegenslag in 1977 begon Teuvo Länsivuori vol goed moed aan het seizoen 1978. Hij was nu eigen baas, in het bezit van zijn Suzuki RG 500 en een Yamaha TZ 750 voor de Formule 750 races. Die had hij dankzij steun van een Italiaanse vriend, Gianfranco Castiglioni (later bekend van zijn eigen merk Cagiva). Castiglioni zou hem ook tijdens het seizoen 1978 financieel blijven helpen. Het duurde echter even voordat Castiglioni in 1978 de nieuwe racers voor Länsivuori had. Hij sloot het seizoen dan ook af als achtste in het 500 cc wereldkampioenschap.
Na de World Cup Race in Imola wandelde Teuvo Länsivuori samen met zijn vrouw Helena en zijn zoontje Eero langs de caravans in het rennerskwartier om afscheid te nemen van zijn collega's. Hij had geen geld en geen zin meer om te racen. Hij nam de begrafenisonderneming van zijn vader over.
Helena was Teuvo Länsivuori's tweede echtgenote. In 1968 kregen ze een dochter, Ana, in 1974 een zoon, Eero.

## Wereldkampioenschap wegrace resultaten
(Races in vet zijn pole-positions; races in cursief geven de snelste ronde aan)
| Jaar | Klasse | Motorfiets     | 1       | 2          | 3       | 4           | 5          | 6       | 7       | 8      | 9     | 10      | 11      | 12    | 13      | Punten | Plaats | Overwinningen |
| ---- | ------ | -------------- | ------- | ---------- | ------- | ----------- | ---------- | ------- | ------- | ------ | ----- | ------- | ------- | ----- | ------- | ------ | ------ | ------------- |
| 1969 | 250 cc | Yamaha TD 2    | SPA -   | DUI -      | FRA -   | IOM -       | NED -      | BEL -   | DDR -   | TSJ -  | FIN 8 | ULS -   | NAT -   | JOE - |         | 3      | 38e    | 0             |
| 1970 | 125 cc | Yamaha AS-1    | DUI -   | FRA 10     | JOE -   | IOM -       | NED -      | BEL -   | DDR -   | TSJ -  | FIN 8 |         | NAT -   | SPA - |         | 4      | 41e    | 0             |
| 1970 | 250 cc | Yamaha TD 2    | DUI 10  | FRA 12     | JOE 6   | IOM -       | NED -      | BEL -   | DDR -   | TSJ 10 | FIN - | ULS -   | NAT -   | SPA - |         | 7      | 27e    | 0             |
| 1971 | 250 cc | Yamaha TD 2 B  | OOS -   | DUI -      | IOM -   | NED -       | BEL -      | DDR -   | TSJ -   | ZWE 4  | FIN - | ULS -   | NAT -   | SPA - |         | 8      | 22e    | 0             |
| 1971 | 350 cc | Yamaha TR 2 B  | OOS -   | DUI -      | IOM -   | NED -       |            | DDR -   | TSJ 10  | ZWE 6  | FIN - | ULS -   | NAT 6   | SPA 1 |         | 25     | 10e    | 1             |
| 1972 | 250 cc | Yamaha TD 3    | DUI 9   | FRA 6      | OOS 7   | NAT 4       | IOM -      | JOE -   | NED 8   | BEL 8  | DDR - | TSJ 8   | ZWE 5   | FIN 4 | SPA 2   | 46     | 5e     | 0             |
| 1972 | 350 cc | Yamaha TR 3    | DUI 6   | FRA 2      | OOS 6   | NAT -       | IOM -      | JOE -   | NED 8   |        | DDR 5 | TSJ 6   | ZWE -   | FIN 5 | SPA DNF | 42     | 7e     | 0             |
| 1973 | 250 cc | Yamaha TZ 250  | FRA 5   | OOS 4      | DUI 3   | NAT afgebr. | IOM boycot | JOE -   | NED DNF | BEL 1  | TSJ 3 | ZWE DNF | FIN 1   | SPA - |         | 64     | 2e     | 2             |
| 1973 | 350 cc | Yamaha TZ 350  | FRA 3   | OOS 3      | DUI 1   | NAT 2       | IOM boycot | JOE -   | NED 3   |        | TSJ 1 | ZWE 1   | FIN DNF | SPA - |         | 77     | 2e     | 3             |
| 1974 | 350 cc | Yamaha YZR 350 | FRA 2   | DUI boycot | OOS DNF | NAT DNF     | IOM boycot | JOE -   | NED DNF |        | ZWE 1 | FIN DNF |         | JOE - | SPA -   | 27     | 6e     | 1             |
| 1974 | 500 cc | Yamaha YZR 500 | FRA 4   | DUI boycot | OOS -   | NAT 2       | IOM boycot | JOE -   | NED 2   | BEL -  | ZWE 1 | FIN 3   | TSJ 3   |       |         | 67     | 3e     | 1             |
| 1975 | 500 cc | Suzuki RG 500  | FRA DNF | OOS 2      | DUI 3   | NAT -       | IOM boycot | JOE -   | NED 5   | BEL -  | ZWE - | FIN 2   | TSJ DNF |       |         | 40     | 4e     | 0             |
| 1976 | 500 cc | Suzuki RG 500  | FRA 4   | OOS diskw. | NAT 4   | IOM boycot  | JOE -      | NED DNF | BEL 5   | ZWE 4  | FIN 2 | TSJ 2   | DUI -   |       |         | 48     | 2e     | 0             |
| 1977 | 500 cc | Suzuki RG 500  | VEN -   | OOS afgel. | DUI -   | NAT 12      | FRA 7      | NED 7   | BEL 4   | ZWE -  | FIN 7 | TSJ 6   | GB 3    |       |         | 35     | 9e     | 0             |
| 1978 | 500 cc | Suzuki RG 500  | VEN -   | SPA 7      | OOS 5   | FRA -       | NAT 7      | NED -   | BEL 5   | ZWE 8  | FIN 4 | GB 5    | DUI 9   |       |         | 39     | 8e     | 0             |